# 色彩都市
「色彩都市」（しきさいとし）は、大貫妙子の楽曲。作詞、作曲は大貫自身が手掛けており、1982年9月21日に発売された6枚目のオリジナル・アルバム『Cliché』の2曲目に収録されている。多くのアーティストによってカバーされている大貫の代表曲のひとつである。

## 背景
元々はラジオCMのために書かれた曲だったが、アルバムに収録するためフルサイズにして仕上げられた楽曲である。大貫自身、詞・曲・編曲の全てがオリジナリティーに溢れている稀有な作品と評しており、他の楽曲は多少アレンジを変えてもそれなりに成立するが、この曲に関してはこのアレンジでなくては色彩感が出せないといい、ライブ等で披露する以外にアレンジを変更したセルフカバーは行われていない。
編曲を担当した坂本龍一はこの曲を「抜群の出来です。ケッサク!」と非常に高く評価しており、さらに「誰にも作れないけど、誰が聴いても好きになっちゃう。それが僕の考えるポップス。これには ″新しい感性″ じゃなくて ″自由な感性″ が必要なんだ。」とコメントを残している。
ドラム演奏も坂本が担当しているが、これはレコーディング中に思いつきによるもので、この時の経緯を大貫は「なぜ教授が叩くことになったのかは、よく思い出せないんですけど、教授の方から『俺、叩いちゃおうかな』って言い出したんだと思います。彼が叩かなかったら、あのノリにはならなかったと思いますね。スタジオはそういう風にアレンジをいろいろ試すことの出来るクリエイティブな場所です」と語っている。
2020年12月に開催された『Onuki Taeko Symphonic Concert 2020』では坂本がゲスト出演し、演奏に加わった。曲は坂本の母校東京藝術大学の後輩でもある音楽家の網守将平による編曲が施された新たなヴァージョンにて披露され、コンサートの最後を飾った。

### タイアップ
2003年8月には、BS-iで放送されたドラマシリーズ『恋する日曜日』の主題歌として使用された。

## 受容
歌手デビュー初期の頃から大貫が楽曲を提供している薬師丸ひろ子や原田知世がこの曲をカバーする以外にも、矢野顕子が自身のアルバムで別の歌詞を付けてカバーしており、2013年にリリースされた大貫のトリビュート・アルバムでは、松任谷由実がキャラメル・ママとのコラボレーションにてカバーするなど、多くの歌手によって歌われている。

## 演奏
- 坂本龍一 - All Keyboards, Drums
- 大村憲司 - Guitar
- 浜口茂外也 - Percussion
- EPO - Background Vocal

## 収録アルバム
- Cliché
- CLASSICS
- The very best of 大貫妙子
- NEW BEST
- History 1978-1984
- Library 〜Anthology 1973-2003〜
- ゴールデン☆ベスト 大貫妙子 〜RCA Years 1978-1984
- GOLDEN☆BEST 大貫妙子 -The BEST 80's Director's Edition-
- パラレルワールド
- Onuki Taeko Symphonic Concert 2020 - ライブ・バージョン
- Taeko Onuki Concert 2022 - ライブ・バージョン

## カバー
| アーティスト                     | 収録作品                                                | 発売日         | 備考                                       |
| -------------------------------- | ------------------------------------------------------- | -------------- | ------------------------------------------ |
| 薬師丸ひろ子                     | Sincerely Yours                                         | 1988年4月6日   | 女性作家による楽曲のみを収録したアルバム   |
| 矢野顕子                         | ELEPHANT HOTEL                                          | 1994年10月1日  | 矢野が新たに作詞し、「OH DAD」と改題し収録 |
| 北浪良佳                         | Little Girl Blue                                        | 2007年10月24日 | 北浪良佳のデビュー・アルバム               |
| 原田知世                         | music & me                                              | 2007年11月28日 | 原田のデビュー25周年記念アルバム           |
| 松任谷由実 with キャラメル・ママ | 大貫妙子トリビュート・アルバム -Tribute to Taeko Onuki- | 2013年12月18日 | 大貫の音楽活動40周年を記念したアルバム     |
| 武田カオリ                       | PEACEFUL                                                | 2015年12月9日  | カバー・コンピレーション・アルバム         |

## 参考資料
- 大貫妙子『Library 〜Anthology 1973-2003〜』（ライナーノーツ）EASTWORLD/東芝EMI、2003年10月29日。TOCT-25187～8。
- 大貫妙子:解説『ミュージック・ステディ』ステディ出版〈MUSICIAN FILE 大貫妙子徹底研究(パートⅡ)〉、1983年2月20日。